# Expedition Robinson
Expedition Robinson é um reality show da Suécia.
O formato foi desenvolvido em 1994 por Charlie Parsons para a emissora Planet 24, mas a primeira versão surgiu apenas em 1997 na Suécia.